# Доля (одиниця маси)
До́ля — найдрібніша давньоруська одиниця вимірювання маси, що дорівнює 1/96 золотники, тобто близько 44,435 мг.
Поділ золотника на 96 частин є відлунням застосовуваної в давнину шісткової системи числення, яка так само вплинула і на одиниці довжини, часу та деякі інші.